# František Tomášek
Pour les articles homonymes, voir Tomášek.
František Tomášek, né le 30 juin 1899 à Studénka dans la région de Moravie-Silésie et mort le 4 août 1992 à Prague, est un cardinal tchèque, à la tête du diocèse de Prague de 1965 à 1992.

## Biographie
František Tomášek est ordonné prêtre le 5 juillet 1922 pour le diocèse d'Olomouc.
Nommé évêque auxiliaire d'Olomouc le 12 octobre 1949, avec le titre d'évêque in partibus de Butus (de), il est consacré secrètement dès le lendemain 13 octobre.
Il est interné par les communistes dans le camp de Želiv du 23 juillet 1951 au 28 mai 1954. Il prend part au concile Vatican II de 1962 à 1965. Le 18 février 1965, il est nommé administrateur apostolique de Prague. Il n'en porte le titre d'archevêque qu'à partir du 30 décembre 1977.
Il se retire de cette charge à 91 ans, le 27 mars 1991.
Le pape Paul VI le crée cardinal in pectore lors du consistoire du 24 mai 1976. Sa nomination est rendue publique lors du consistoire suivant, le 27 juin 1977. Il reçoit alors le titre de cardinal-prêtre de Ss. Vitale, Valeria, Gervasio e Protasio. Il participe aux deux conclaves de 1978 pour l'élection des papes Jean-Paul Ier et Jean-Paul II. Au cours des années 1980, il rencontre plusieurs fois Jean-Paul II qui contribue à le mobiliser pour la défense de la liberté religieuse, ce qui provoque des réactions hostiles du gouvernement communiste tchécoslovaque.
En novembre 1989, quand les mouvements anticommunistes prennent de l'ampleur, il demande la liberté religieuse et soutient les manifestations des étudiants lors de la Révolution de Velours.